# 疾風!アイアンリーガー
『疾風!アイアンリーガー』（しっぷう!アイアンリーガー）は、1993年（平成5年）4月6日から1994年（平成6年）3月29日にわたりテレビ東京系で放送された、サンライズ製作の熱血スポーツロボットアニメ。全52話。

## 概要
漫画版が島本和彦のもの（『少年キッズ』掲載、読み切り）と友杉達也のもの（『コミックボンボン』連載、リーグ優勝まで。アニメ版と展開は異なる）、よしむらひでおによるもの（『コミックボンボン』増刊号掲載。完全オリジナルストーリーで一話のみ）の3つがある。3頭身ロボットが繰り広げる、熱血ドラマが特徴。米題は『Iron leaguer』。

## あらすじ
遠い未来。ロボットが様々なスポーツを行うアイアンリーグはラフプレーが横行し、観客はおろか、実況・解説などのプレスまでもが破壊と暴力に興じる、ダーティな見世物と化していた。
リーグ界で常にトップを維持するダークスポーツ財団。本部が直接所有するアイアンサッカーチーム・ダークプリンスのスター選手マッハウインディは、ある日チームメイトの卑劣なプレーに嫌気が差し、退団する。しかし、ダークスポーツ財団のオーナーであるギロチは、ウインディをダークプリンスに連れ戻すべく他のチームに圧力をかけ、移籍できないようにはかった。残された選択肢は、設立から一度も勝ったことのない弱小チーム・シルバーキャッスル。連戦連敗、多くの人々から嘲笑されながらも、常に正々堂々のフェアプレーを貫く姿勢に魅力を感じたものの、弱すぎるチームでは燃料やオイルの補充、まともなメンテナンスにもことを欠くつらい生活が待っていることに躊躇していたが、突如として現れた謎の野球リーガーから熱い直言を受け、ウインディは迷いを振り払い入団を決意する。シルバーキャッスルは、まさかの驚きとともに彼を歓迎した。
次のダーク戦でもラフプレーの波状攻撃を受け、シルバーキャッスルは窮地に陥る。そこへメンバーチェンジで、件の野球リーガー・マグナムエースが登場。マッハウインディとの連携で試合の流れを引き戻し、念願の初勝利をものにしたのだが、喜びもつかの間、ダークの工作によって、今度は全く経験のない野球リーグへの参加を強いられてしまう。
マグナムエースは、故あって一線から遠去かっていたリーガーたちの魂に再び情熱の火を点し、過酷な日々が続く中で出会ったリーガーたちと時にはサシで勝負、またある時は命懸けで戦いながら、いつしか互いを認め合い友情を深め、新たな仲間を増やしていった。夢をあきらめかけていたオリジナルメンバーたちも自信を取り戻し、シルバーキャッスルは勝利と栄光への道を突き進む。やがて、その正々堂々たる精神によって、アイアンリーグは少しずつ、だが確実に変革の兆しを見せ始めるのであった。

## 登場チームおよび提携企業

### シルバーキャッスル
十年前にリカルド銀城が設立したサッカーチーム。メーカーとのタイアップなどはせず、サッカーのみでリーグ参加を続けていた。諸事情によりリカルドから娘のルリー銀城へオーナー権が移り現在に至る。オーナー会議により野球にも参加することになったが、めげずに常に前向きで進む。全員が家族であり、アットホームな雰囲気がシルバーキャッスルの個性となる。
メンバーは古参の8人に加え、追加加入した6人による14人チーム。半数弱はサッカー以外の選手で、別ジャンルゆえの特徴を生かした構成でリーグ街道を駆け抜ける。

### ダークスポーツ財団
事実上アイアンリーグ界を統括支配する一大企業。スポーツが主体だが他にも多くの事業に手を出している。
世界屈指の大財閥である傍ら、宇宙では鉱物資源確保のために企業内の戦争が続いているため、使用するアイアンソルジャーの需要を狙い、新型導入で旧型となった一般リーガーを纏め売りしたり、エースクラスの活躍を見せたリーガーを高く売るためにリーグそのものを見本市のようにするなど、アイアンリーガーをソルジャーに仕立て上げて戦場に送りこむ死の商人としての側面を持つ（超トップシークレット扱いのため、一般社員からある程度の地位に至るまで詳細は知らされていない）。
ダークプリンス

ダークキングス

ダークスワン

## 登場用語
ダークスポーツ関連
強制引退
所属するアイアンリーガーを本人の意志とは関係なく引退させ（表向きはリーガー自身の意向によるものと発表される）、記憶を封印した上で宇宙戦争用の兵器として改造を施し、顧客に高値で売り付ける行為。特にオーダーメイドなど優秀なリーガーは現役時代から買い手が付き指揮官機として高く買われ、そうでない一般リーガーは新機種入れ替えと同時にまとめて引退させられる。
ショックサーキット
ダークスポーツ財団が製造した全てのリーガーに組み込まれた、全身に激痛を走らせる回路。逆らったり脱走するリーガーに対して使用し、激痛で動けなくなったところを爆破するなど制裁目的として作られた。発動にはレベルが設定されており、苦痛の度合いが異なる。倫理的な問題があるのかその存在を知る者は極少数で、故障がおきないよう通常動作に支障のない場所に配置されるのでリーガーによって設置場所は異なる。劇中では胸部に存在するかのような描写が複数回行われた。
オーナー会議
文字通り、アイアンリーグに参加する各チームのオーナーが集う会議。事実上ダークスポーツ財団のオーナー・ギロチに主導権を握られており、その政治力を背景とした身勝手な「結論」に、議長を含め他チームのオーナーは逆らえない。場合によっては他のチームのオーナーが挿げ替えられることすらある。唯一ダークに従わず独自の道を歩むシルバーキャッスルは開催案内などを知らされていないため毎回欠席状態。そのため様々な不都合が降りかかることになる。
フレンドサーキット
ダークスポーツ財団時代のリカルドが開発し、ブラックボックスとしてシルバー三兄弟に組み込んだ特殊回路。精神面の成長に呼応して搭載しているアイアンリーガーの性能を底上げする、いわば人間のように「気力で力を引き出す現象」をリーガーが発生できるようにする回路。当時のギロチのリーガー観とは相容れない代物であったため研究は中止となり、最終的にはそれがリカルドの出奔を招いた。シルバーキャッスルを立ち上げた後もリカルドは本回路の研究・改良を続けており、後に完成体であるココロキットはシルバー所属のあるリーガーに搭載されることとなる。

## 製作エピソード
アイアンリーガー（リーガー）のデザイン原案は村上克司によって描かれた。大河原邦男は自著において、自身がデザインを行った後、キャラクターデザインを担当していた二宮常雄がキャラクタライズを行ったと語っている。

## 登場キャラクター

### アイアンリーガー
人類が長い時間を経て確立した自立思考型超AIロボット。人間と大差ない感情を持つロボットたちの中で、スポーツ競技用に特化したのがアイアンリーガーである。
アイアンリーガー（以降はリーガーと略称）は当初、各自を開発した企業が所有するチームに配属。ここでリーガーたちはチームと契約を結び、一定期間の間はここでプレイをする。契約終了後は競技とは関係のない道に進むか、残留するか、あるいは他チームに移籍するなど自活生活を選ぶことになり、個人で衣食住を賄うことになる（初期契約段階でも給料が支払われているとのこと）。大抵の場合スポーツチームは企業と連携し新戦力・新技術を持って各リーグを競うことになるが、例外として企業を持たずチーム単体でリーグ活動をするチームも存在する（シルバーキャッスルが該当）。
リーガーはジャンルに特化した機体構造をもって生まれる。外見も競技別に違い、各スポーツの選手をイメージした外見になっている。また同じスポーツでも一般プレイヤーとキャッチャーやキーパーでは外見や性能は別々に特化した物になっている（野球の場合はピッチャータイプと打者タイプ、サッカーならばキーパータイプとストライカータイプなど）。基礎構造が統一化されているので別ジャンルでもプレイは一応可能だが、個人ごとに得手不得手は分かれる。誕生後における機体の強化やバージョンアップは本人の希望などで可能。
特徴があるリーガーの一例
- アイスホッケーリーガー＝足にはスケート用ブレードを、体内にはホッケーパック発射装置を装備。腰を構える姿勢が主なので身長が他より低め。
- サッカーリーガー＝利き足にブースターを装備。
- 水中競技系リーガー＝水かきを装備。
- バスケットボールリーガー＝ジャンプ力が高い。

### シルバーキャッスル所属リーガー
マグナムエース / シルバーフロンティア
声 - 松本保典
主人公。窮地に陥ったシルバーキャッスルへ突如現れた謎の野球リーガー。有無を言わさぬ説得力とその熱き魂でアイアンリーグを正々堂々と戦い抜いていく。超トップシークレットとされていたダーク社製リーガーの制御装置ショックサーキットの存在を知っており、ダーク製リーガーを次々とその魔手から解放する。
ピッチャータイプだが打撃にもすぐれ、野球リーグ参加時にはクリーンナップを務める。正体はシルバーキャッスルが敵対するダークキングスの元エース・シルバーフロンティア。当時ルーキーだった現エース・ゴールドアームを弟子に持っていたが、10年前に強制引退させられる。その後、記憶など全てを奪われアイアンソルジャーVZとして戦場にいたところを、リカルドの手引きにより帰還。マグナムエースと名を変え再びマウンドの前に立つ（背中に装備されるバックパックも、ソルジャー時代の装備の名残）。後に強制引退時に離れ離れになった兄弟の存在が明らかになる。
必殺魔球は「44（フォーティーフォー）ソニック」後に発展系の「44ソニック・オン・ファイヤー」「44スクエア」「アステロイド・キャノン」。サッカーではチーム全体での合体技「ライトニングクラッシュ」「スーパーノヴァ」がある。体内にはとある回路が内蔵されているが、これは別項目にて。
マッハウインディ
声 - 置鮎龍太郎
元ダークプリンス所属のサッカーリーガー。エース・ゴールドフットのパートナーとして活躍していたがチームメイトのラフプレーに不愉快な気持ちをあらわにし腹を据えかねてダークプリンスを退団、マグナムエースやヒロシたちに勧誘されてシルバーキャッスルに参入した。トレードマークは金髪をモチーフにしたポニーテール。ダーク在籍時にはこれにダークカラーのペイントシールを貼っていたため、退団前後では印象が多少異なる。ポニーテールは柔軟性のある金属製で、よく揺れてたなびく。
サッカーリーガーの中でも徹底的な軽量化でもって製作され、細身の体型を活用したスピードと華麗なテクニックが特徴。得意技は「マッハスピン」「ジグザグシュート」。合体技としてマグナムエース、トップジョイとの連携による「マッハスピン（大回転）ミストラルボンバー」や33話でゴールド三兄弟との合体技「トルネードスパイラル」を出している。
ダーク財団の最新技術を用いて作られたリーガーであるため、メンテナンス費用が非常に高い。シルバーキャッスル加入も当初はこの理由で渋り、加入後はチームの整備士が資金面で苦労する場面が見られたが、順調にチームが勝ち進んでいくとその点は解消された。
初期設定名は「ウィンドボーイ」で、この名で当初発表されたが直前になって変更となったエピソードが展開当時とDVDBOXの声優インタビューで語られている。タイアップ企画として『コミックボンボン』で連載されていた漫画の第1話にはこの変更が間に合わず、第2話でシルバーへの移籍を期に改名したことになっている。
キアイリュウケン
声 - 堀川亮
空手リーガー。創設時からのメンバーで、主要組の中ではルリー銀城と最も仲が良い。優しい性格で、やや精神的に弱いところもあるが、燃えるような闘志を秘めている。胸部にはリカルド製ブラックボックスの完成体が内蔵されている（これも別項目にて）。必殺技は「竜鉄拳」など。
シルキーたちと同じ小さな町工場で作られたが、オーダーの手違いで空手リーガーとしてロールアウト。当初は自分のことを仲間たちと同じサッカーリーガーと思い込んでいたため（監督は違うことを知っていたが、何リーガーなのかは解らなかった）、実力を上手く発揮しきれないでいた。ある事件によって真の姿に気付き、己の能力をより的確に発揮できるようになってからはサッカーの腕も上達した。敵の攻撃を受けても「平気だよ」と何事もなかったかのように試合を続けられる、GZに次ぐ頑丈さの持ち主で、ラフプレーで苦しむチームにとって頼もしい存在である。
韓国放送時にはテコンドー選手に変更された。
ブルアーマー
声 - 茶風林
アメフトリーガー。かつてリーグのスター選手だったが、頭の角を前に倒すフルパワーモードになると理性を失って凶暴化してしまうという設計時のバグによって試合中に無差別な破壊を行ったことを切っ掛けに自主引退、行方をくらませる。その後はホスピタルに勤務していたが、心の底ではリーガー時代への未練と罪の意識の間で深く葛藤。しかし、マグナムエースとの出会いによって迷いを断ち切り、再びリーガーとして舞台に立つことを決意する。アメフトリーガーとしての能力の高さから、キャッチャーとして44ソニックを受け止められるチーム唯一の選手であり、サッカーではゴールキーパーを務める。
とても優しく、面倒見も良く、持ち前の怪力でトラックに轢かれそうになった子供を救うなどとても心優しい。「どぉりゃぁ〜!」という掛け声が口癖。感情表現を角であらわすことがあり、弱気になると後ろに倒れる。飛行機が大の苦手で電源を切ってくれと叫ぶほどである（仲間からは前に倒せば怖くないと言われた）。物語中盤の「はぐれリーガー編」で普通にボウシップ（野球帽型の空を飛ぶ乗り物）に乗っているところを見ると、何とか克服できたようである。
極十郎太（きわみ じゅうろうた）
声 - 山口勝平
センサーを超えた心を求めるために山に篭り修行を続ける孤高の剣道リーガー。前歴がセクションXにさえ分からず、マグナムエース以上に謎に包まれている（LDのライナーではダークともまた別の地下組織によってリーガー同士を戦わせるショーのために作られた存在であることが示唆されている）。テレビの試合中継で44ソニックを見てマグナムと勝負を決意、山を降りる。対決を通じて新たな修行の道を見出し、シルバーキャッスルに加わった。試合ではその剣技を生かした必殺打法でジェノサイドスクリューを打ち負かしシルバーキャッスルの窮地を救う。物語後半、マグナムエースを諭し一時チームを離れ、44スクエア誕生のきっかけを作った。
危険の中では強力な戦闘能力を発揮する特技を持つ。必殺技は自ら「切れぬ物は無い」と語る日本刀、ムテン・ソードを用いた「水月の剣」。彼の精神が月の映る水面のように静まる明鏡止水の境地になることで可能になる。通常は竹刀で、水月の剣状態で真剣となり、何でも斬れる。
トップジョイ
声 - 小杉十郎太
非常に陽気で楽天的な性格のバスケリーガー。肩のスピーカーからは陽気な音楽が流れる。子供好きでよくヒロシたちと遊ぶ。
マッハウインディと同じく、楽しむためのバスケットをしたいと願っていたが、チーム方針に合わず脱退＝廃棄処分になりかけていた所をダークの諜報機関セクションXに拾われ、シルバーキャッスルにスパイとして潜入。しかし逆に勢い付かせるムードメーカーとなってしまい、スパイ活動もことごとく失敗。シルバーキャッスルとは考え方が全く違っていたが持ち前の明るさですぐにチームメイトやファンの子供たちと打ち解けるようになる。しかし、ショックサーキットへの恐怖とバスケリーグへの思いからダークとの関係を断ち切ることができず、苦悩する。後にマグナムの正体がダークへ知れることとなり、自身の立場もばれて孤立するが、仲間との友情により晴れてシルバーキャッスル入りし、決別のためショックサーキットの破壊を望んだ。
両腕両脚がスプリングになっており、ジャンプと遠投力は抜群。
必殺技は「ギャラクティカペガサスシュート」、マグナム・ウインディとのサッカー合体技「ミストラルボンバー」。
GZ（ジーゼット）
声 - 堀之紀
ダークのアイスホッケーリーガーとして生まれ、自我を残したままアイアンソルジャーとして戦場を渡り歩いた傭兵。ギロチの命令により後期リーグ優勝決定戦の移動中を小隊で襲い、南極での抹殺作戦を展開する。
マグナムエースことVZとは戦友であったが、とある作戦でVZの隊が全滅した際に残骸も残らないほど破壊されたものと思っていた。しかし、識別信号によって再会時に互いの存在を知ると、マグナムエースが仲間を捨てて逃げたと考え激しい憎悪を向ける。シルバーキャッスルの強い絆、マグナムエースのあらゆる存在を敵としない信念、ショックサーキットなどを目の当たりにし葛藤の末、自らの判断で作戦を中断し小隊を帰還。責任をとり自決するつもりだったが直後に発動したショックサーキットの痛みで失神。回路排除と共にそのままシルバーキャッスルに加入させられた（無断でだが、後に同意する）。
ボディはアイアンソルジャーのままで、頑丈さはチーム随一。加入後の初戦では圧倒的な装甲を利用してチームの盾として活躍を見せる。ナショナルリーグでは第一試合であるアイスホッケー戦の司令塔を務める。
軍人として常に他人にも自分にも厳しいが、子供には優しい一面も見せる（ただし最初は子供の扱いが苦手だった）。優しい笑顔をする、ということが苦手だったが後に克服した。GZの名がリーガーとしての名前かソルジャーとしての名前かは不明。なお、雑誌によれば引退時期はマグナム以降、製造年月日はアーム以下であり、かなり早い段階でアイアンソルジャーに改造された模様。
必殺技は「ソルジャースラップショット」「ブリザードスラップショット」。
シルキー
声 - 菅原正志
サッカーリーガー。シルバーキャッスルの初期メンバー。
マグナムたちが加入した後も、良き仲間として彼らを支え続ける。他の量産型メンバーと違いゴールキーパータイプ。色がピンクな点を除いて目立った特徴はなく、シャーキードーグとの試合など性能差からラフプレーなどで負傷することも多いが、一途な努力でレギュラーを勝ち取っている。
シルキー以外の初期メンバー
ピック（背番号2）
パット（背番号4）
ピート（背番号5）
ロニー（背番号6）
リンキー（背番号7）
ボビー（背番号8）
カール（背番号10）
ジェイク（背番号9）、ジム（背番号11）
ジェイク（声 - 巻島直樹）はマッハウインディが加入する前のエースストライカー。特製のヘッドパーツをつけている。2名はラフプレイに走りそうな自分を抑える自信を失い、またチームの将来に希望を持てないことから退団。その後の消息は不明だが、リーガー情報コーナーを取り扱っていた雑誌の一つ、B-CLUBによれば、協力して自活しているとのこと。

### ダークスポーツ財団所属リーガー

#### ゴールド三兄弟
野球・サッカー・野球の兄弟リーガー。シルバーキャッスルにとって最初に戦うことになったライバルたちで、長男アームはマグナムと、次男フットはウインディと浅からぬ縁がある。当初はラフプレーを主としていた。戦う内に友情を芽生えることができたが、自分の意に従わない彼らをギロチは強制引退にさせ、一時的にリーグ表舞台から去ってしまう。以降兄弟で修行の傍らリカルド探しを続けるシルバーキャッスルを助け、ワールドチャンピオンシップにてリーグ完全復帰を果たす。ダーク退団後の一時期は、エンブレムの場所に兄弟を意味するGのマークを付ける。
ゴールドアーム
声 - 梁田清之
ダークキングスのエースを務めるピッチャータイプの野球リーガーでゴールド三兄弟の長兄。10年の間ダークキングスでプレイを続ける猛者であり、利き腕である右手の爪と殺人投法「ジェノサイドスクリュー」で相手を叩きのめす。マグナムエースの「44ソニック」を目にした瞬間から言葉にできない奇妙な感覚を覚え、試合で戦う内にフェアプレーに目覚めていく。
違和感の正体がルーキー時に当時のエース・シルバーフロンティアから教えを受けていた時に見た光景だったことを思い出し、彼がかつての師匠だったことを知るが、師弟ではなくライバルとして接している。熱しやすい次男をたしなめ、常に末弟の見本となり、兄弟を支えるしっかり者の兄。サッカー戦ではフットのサポートに回る。
必殺技は直伝の「44ソニック」と、独自にアレンジした「44ソニック・オン・サンダー」。OVA版では、新魔球「ライジングブラスト」を披露している。アイアンソルジャーに改造された際、「ジェノサイド・バースト」というジェノサイドスクリューの変形技を使用。なお、ジェノサイド・スクリューは戒めとして封印した（ドラマCDではビリヤードショットバージョンを使用。正式名は不明）。打者としての実力も高く、ファイタースピリッツの球を打つことができるほどである。
ゴールドフット
声 - 立木文彦
ダークプリンスのストライカーを務めるサッカーリーガー。ゴールド三兄弟の次兄で、マッハウインディとは元パートナー。退団したウインディを連れ戻そうとするが、逆にシルバーキャッスルへ入り敵対したことで怒り、手段を選ばずシルバーキャッスルを潰そうとするものの、彼らと戦ううちに正々堂々としたプレーに目覚め、真っ向から勝負を挑むようになる。
顔の傷はルーキー時代の怪我を修理せずそのまま放置している結果。アイアンソルジャーに改造された際には傷が一時消え、正気に戻ると同時に傷が現れるという、人格の象徴的扱いがなされた。兄弟唯一のサッカーリーガーであることもあり、サッカー戦では主体となって動く。必殺シュートは「ハイパーボム」、兄弟との合体技「竜巻フォーメーション」。竜巻フォーメーションは、サッカーのみならず、野球の守備や空中移動など活躍は多岐に渡る。
ゴールドマスク
声 - 太田真一郎
ダークキングス所属の野球リーガーでゴールド三兄弟の末弟。名前の通り甘いマスクが非常に女性受けが良く、ワイルド殺法など過激なプレイをする様子を踏まえ「恐怖の貴公子」という二つ名を持つ。
同じチームの長兄と常に行動し、サッカーリーグを平行するようになってからは兄2人の後ろを付いていく。強制引退騒動で兄たちを心から慕いどこまでもついて行くと明言する。シルバーキャッスルとの戦いを経て正統派リーガーへと成長した際には、強がる必要がなかったか声色が非常に落ち着いた。
「俺は野球リーガーだぜ!」と、作中自分が野球リーガーであることを積極的にアピールしているが、他のリーガーと違い固有必殺技は無い。この心情をドラマCDでのビリヤード戦で技名の代わりに叫んだ。
ゲームボーイ版ゲームソフトではトップジョイを指名してのバスケ勝負をすることになる。

#### ファイター兄弟 / シルバー三兄弟
ワールドチャンピオン戦で突如ダークスワンへ編入された新人リーガー兄弟。ダーク所属でありながら『正々堂々』を心情としたプレイを行い、感化されてダークスワンのプレイ方針が根本から変わるなど、兄弟そろっての壮絶なカリスマを持つ。
その正体は、対ワールドシリーズ用の秘密兵器としてギロチが呼び戻したアイアンソルジャーたちであり、10年前の強制引退によってリーグを去ったダークのサッカー・ホッケー・野球各ジャンルのエースだったシルバー三兄弟の長男と次男、つまりシルバーフロンティアことマグナムエースの実の兄たちである。シルバーキャッスルに生き別れた末弟がいることをギロチから知らされておらず、知ってからも己のリーガー魂を貫いた。
ファイタースピリッツ / シルバージャスティス
声 - 中田譲治
サッカーリーガー。ファイター兄弟およびシルバー三兄弟の長兄。
必殺技は「ハイブリッドキャノン」。サッカーリーガーであるが、野球の試合においては魔球「エックスサンシャイン」も投げ、ホッケーではアローとのコンビ技を見せる万能な兄。
ソルジャー時代のコードネームはJST。
ファイターアロー / シルバーギャラン
声 - 佐藤政道
アイスホッケーリーガー。シルバー三兄弟の次兄、ファイター兄弟の弟。
必殺技は「シャドウダンシング」。サッカーでは兄との共闘で「コロネビーン・ノーインサイド」。兄を兄と呼ばず、あまり兄弟固有の態度をとらない。野球では44ソニックと同系統のエネルギー球を受け止めることができるため、キャッチャーを務める。
ソルジャー時代のコードネームはGTO。
シルバーフロンティア
声 - 松本保典
野球リーガー。シルバー三兄弟の末弟で現在はマグナムエース。以降の経緯はマグナムエースの項目を参照。

#### 各ダーク財団系列所属
スーパーヘッド
声 - 坂東尚樹
ダークプリンスの新しいサッカーリーガー。ヘディングに特化したハンマーのような頭が特徴的。後頭部に拳銃のハンマーに似た機構を持っている。必殺技はこの頭部から打ち出されるヘディングシュート「ナパームドライバー」。
当初はゴールド三兄弟と折り合いが悪かったが、後には4人で協力して必殺シュートを完成させるに至る。だがセーガルに逆らったためにシャーキードーグ2体による電撃攻撃を受け、最後のナパームドライバーを放った後、爆発した。
フラッシュキッド
声 - 中田和宏
ダークスワン所属のリーガー。エクスポナイツ戦ではスパイクの裏から棘を出し、「死ねっ！」と叫びながら一塁に滑り込むなど嬉々としてラフプレイを行う。そのひどさはファイター兄弟の眉をひそめさせ、監督への直訴によってチームから排除されかかるほど。しかし、最終試合ではフェアプレーに目覚めファイター、ゴールド兄弟と共にライトニングクラッシュに加わった。
ライトディネス
ダークスワン所属のリーガー。ワールドチャンピオンシップアイスホッケーステージ初戦に2番で出場している。
レフトウィング
ダークスワン所属のリーガー。ワールドチャンピオンシップアイスホッケーステージ初戦に7番出場している。
バッキー
ダークスワン所属のリーガー。ワールドチャンピオンシップ野球ステージ最終戦に6番セカンドで出場している。
ヒルトン
ダークスワン所属のリーガー。ワールドチャンピオンシップ野球ステージ最終戦に7番サードで出場している。
ダンクガンズ
声 - 山崎たくみ
元バスケリーガー。ストリートバスケの試合に見せかけて、マグナムエースを抹殺しようとした。後にゴールド三兄弟がアイアンソルジャーに改造されそうになった折、救出に向かったマグナムエースたちを阻んだが、倒される。ヘルメットのようなヘッドパーツを外すと細い丸太のような変な顔が出てくる。赤、青、黄色の3色が登場し、リーダー格の赤は俳句か川柳を詠むように台詞を区切って喋るのが特徴。マグナムエースを殺し損なったのちにダークから捨てられ、後に同じく更生したゲバラとともにバスケリーガーとしての復活を目指す。
警官リーガー
制帽を被った警官の姿を模したリーガー。軽機関銃を装備して警備任務に就く。
ダークリーガーたち
各スポーツチームにおいてゴールド三兄弟など有名選手の脇を固める量産型リーガーたち。ダークの方針にいいように振り回されて来る日も来る日もラフプレーが横行する危険かつダーティなゲームに明け暮れるが、新型のリーガーが登場すれば廃棄処分なり強制引退させられるという悲しい宿命を負っている。悪役サイドのキャラクターで性格も相応に荒い者ばかりであるが、人間である監督に屈託なく従える素直さも併せ持つ。さらにマグナムたちと同じく個々のスポーツに対する愛着には並々ならぬものがあり、32話でははぐれリーガーであるシスレーの配下について盗賊に身を窶していながらすでに無用になった競技に使う道具（キャッチャーミットやホッケーのスティックなど）を未練ありげに傍らに置いているリーガーたちも登場する。

#### セーガル所属
シャーキードーグ軍団
セーガルの手下としてシルバーキャッスルと戦うが、スーパーヘッドやゴールド三兄弟の反抗によって試合に負け、全員そろって廃棄処分にされてしまうのだが、ワルキューレの前座として用意されていたに過ぎなかった。本作中唯一、試合中にリーガー破壊行為を行って成功させたリーガーである。試合前にもシルキーたちを痛めつけて出場不能にしている。
台詞は「ま”」のみ。
友杉達也による漫画版ではスーパーリーガーという名で登場し、シルキーを中心とする、主要リーガー7人を欠いたシルバーキャッスルと非公式試合で対戦した。
ワルキューレ隊
シルバーキャッスルのデータをインプットされており、あらゆる技をコピーできる。シルバーキャッスルが対シャーキードーグ戦で見せた必殺技「ライトニングクラッシュ」をもコピーして見せた。感情回路がなく、一糸乱れぬ統率の取れた動きをする。しかし最後はリーガー魂に目覚め、ゴールド三兄弟に全エネルギーを供給して全員そろって倒れた。
ハンターリーガー
アルカードを討伐するためにセーガルが連れてきたリーガーたち。火炎放射器で武装している。数名が登場し、このうち2体が「エリザベートの誘惑」ウイルスに感染、ヴァンパイアリーガーと化した。

#### アイアンソルジャー
強制引退させられ戦闘用に改造されたリーガーたちのなれの果ての姿。薄茶色で武骨な外見のタイプと薄紫色で幾分洗練されたスタイルの新型の2種が存在。ビーム砲やミサイルやバルカンなどを全身に装備している。
S-XXX（エス スリーエックス）
声 - 菅原正志
性能テストとデモンストレーションのため、アイアンリーグに送り込まれてきたダークの試作アイアンソルジャー（＝リーガーとして作られたわけではない）。背部に、本体から分離飛行する兵器ポッドが装備されている。
ブルーエンジェルスにレンタル入団してシルバーキャッスルとの試合に出場するが、シルバーキャッスルが計算以上に手強かったために試合中にアタックモードの使用許可（武器の使用許可）をブルーエンジェルスのオーナー、ミハイルに求めた。XXXが最初から兵器として作られたことを知らないミハイルとの言葉が行き違いの結果アタックモードの使用許可が下りたと勘違いしたXXXが全武装を使用しての無差別な攻撃を行い説得も理解できなかったため、やむをえずマグナムエースに破壊された。アミノテツロー監督によると「理不尽の象徴」。なお試合に投入された試作機は破壊されてしまうが性能には問題なしと判断され、量産される。
JST（ファイタースピリッツ）、GTO（ファイターアロー）、VZ（マグナムエース）、GZ、G45（ギャレット）
詳しくは各自の項目を参照。

### 他球団所属またはフリーリーガー

#### はぐれリーガー
チームをクビになった、初期契約終了後に移籍先が見つからなかったなど、様々な理由でアイアンリーグから離れ、裏世界に行ってしまったリーガーたち。作中では引退してアイアンリーガーを辞めた者、ゴールド三兄弟やウインディのようにフリーとなった者もはぐれたと表現しているが、「はぐれリーガー」とは意味が異なる。
ゲバラ
声 - 大塚芳忠
バスケリーガー。所属リーグの消滅に伴う廃棄処分を恐れてジャングルに逃亡・野生化し、ロボットを破壊しては燃料のオイルを奪って生きていた。トップジョイとの邂逅と対決によって理性が蘇えり、自分がバスケリーガーであることも思い出す。
ワイルドホーク
声 - 大塚明夫
野球リーガー。かつては「優勝請負人」の異名を持つ球界屈指のピッチャーだったが、プライドの高さから敬遠の指示を拒否して引退、必殺の魔球を繰り出す右腕も文字通り錆付き、はぐれリーガーに身を落としていた。
シルバーキャッスルとの試合でかつての情熱を取り戻し、アイアンリーグからのオファーを受けて球界に復帰、レッドフライアーズに入団しワールドチャンピオンシップ2ndステージ第7戦でマグナムとの再戦を果たした。
必殺魔球は「ファイヤーコメット」。
デウス
声 - 佐藤正治
元ダーク所属のバレーボールリーガー。飛行可能型アイアンリーガーとして開発されたが、試作段階だったのか燃費が非常に悪く、同型機で編成されたチームもろともダークから放逐される。元ダークのリーガーということでどこからも雇ってもらえず路頭に迷ったことで荒んでしまい、はぐれリーガーとなっていた。ダークへの復帰を条件にシルバーキャッスルと戦う。一見腰の低い口調で接してシルバー勢を騙し討ちにかけたり、その勝負の最中にも身の上話で彼らの同情を誘っておいて不意を突き反撃に転じようとするなど性格的には黒い部分も少なからず見受けられる（そのことを知っていたゴールドアームには「スポーツマンシップの通じないAIの底まではぐれた奴ら」と評された）が、ブルアーマーとの一対一の対決で心を動かされて改心し、シルバーキャッスルの仲間になる。
ダイクダイソン
声 - 鈴木清信
ボクシングリーガー。ランキング10位の腕前だったが、旧式で外見も地味であったため新型の登場により所属ジムから廃棄処分にされそうになり脱走。以来20年、山奥の洞窟で独り隠遁生活を送っていた。
リュウケンとのボクシングの試合をきっかけに正式に引退、このとき引退するボクサーへの餞である10カウントゴングの儀式も行われた。その後山を下り、新たな人生を歩むことを決意。のちにジェットセッターのチームに参加する。
シスレー
声 - 辻親八
アラビアンナイト風の趣をあしらった剣術リーガー。砂漠で地上船を操り、彼と同じく各部容姿が似ている直属の部下が数名と、各スポーツのモブリーガーたちで構成された盗賊団の首領をしている。新月刀を用いた剣技「ムーン・ソード」は、十郎太と互角の腕前。一時期船にはリカルドが医者として乗っていた。
ヘルスパーズ
スパーキー（声 - 山崎たくみ）、リベロン（声 - 山形ユキオ）、ストレイク（声 - 桜井敏治）、ミッディ（声 - 北島淳司）の4人で編成されるサッカーチーム。倉庫の隅で埃をかぶっていた鉱山開発用ロボットが、町おこしのために改造され、アイアンリーガーになった。
マッハウインディのように強くなりたいと願って練習に励み、手がかりを掴みかける。しかし、その心をセーガルに付け込まれ、洗脳強化パーツを装着されてシルバーキャッスルへの刺客にされてしまう。助けに現れたゴールド三兄弟+ウインディの必殺シュート「トルネードスパイラル」によって正気を取り戻す。それ以降はゴールド三兄弟の指導の下、更なる研鑽に励んでいる。
必殺技は対戦場所となった火山噴火口でマグマを使った「マグマショッカー」。
アルカード
声 - 若本規夫
アイスホッケーリーガー。「エリザベートの誘惑」というリーガー固有のウイルスに冒され、バンパイアリーガーと化して周辺住民の脅威となってしまい、闇の貴公子によって討伐されかけていた。闇の貴公子配下のハンターリーガー2体やGZを吸血してバンパイアリーガーにしてしまうなど、シルバーキャッスルを悩ませる。ワクチン接種に成功したGZに見取られる形で朝日を浴びて砂と化すが、ワールドリーグ開幕前に生き返った（理由は不明）。
ジェットセッター
声 - 岸野幸正
アメフトリーガー。ブルアーマーのチームメイトだったが、ある試合で運悪く暴走してしまったブルに角で突き倒され、引退を余儀なくされる。その試合でブルの暴走の巻き添えで破壊されたボールを保管していた。
その後、ブルの暴走でチームが壊滅したことも相まって憎悪に凝り固まった末に性格が歪み、リーガー同士の生死を賭けた見世物試合「デスバトル」を主宰していたが、10年ぶりに再会したブルアーマーとトップジョイとの友情に心を打たれてデスバトルを廃業。ブルに件のボールを譲って姿を消し、アイアンリーグへの再起を誓った。後にデスバトルを興行していた頃からの部下たちと共にリーガーたちを集めてアメフトチームを結成する。
アンプ
声 - 高山みなみ
ライトスポーツ用のアイアンリーガーであるアイアンボウラー。かつて双子の姉のワットとペアを組んでいたが、ラフプレイに負けたのをきっかけに、アイアンボウルから身を引いて保安官助手として働いていた（厳密な意味ではぐれリーガーではない）。単体での必殺技は「クインビーサイクロン」ワットと共に必殺技「ツインバードフライヤーフォルテッシモ」を使う。
ワット
声 - 安達忍
アイアンボウラー。かつて妹のアンプとペアを組んでいたが、ラフプレイに負けたのをきっかけに、はぐれリーガーに身を落としていた。二人の弟分を引き連れてシルバーキャッスルに戦いを挑む。必殺技は「スピンナーフラッシュダイナマイト」。後にリーガーとしての誇りを取り戻した末に「スピンナーフラッシュリフレッシング」を使う。後にOVAでは「スピンナーフラッシュドリーミング」として活躍。

#### 闇の貴公子配下
サーティーン
声 - 水内清光
ゴルフリーガー。ゴルフクラブであらゆる変化球を打ち出す。その技を用いてシルバーキャッスルを数度にわたり狙撃して苦しめたが、最後はマグナムに敗北。その際にシルバーキャッスルの絆の強さを理解し、闇の貴公子の支配下から離れた。
必殺技は「サーティーンフォーエバーショット」「ゴーストサーティーンショット」。
デステニー
声 - 藤原啓治
テニスリーガー。ヘクトパスカル島で同系統のリーガーたち（うちの一体は女性型）からなるデステニー部隊を率いて最終ステージを守った。闇の貴公子の側近的存在でもあり、ヘクトパスカル島の実験の際など、チームリーダーとして扱われている。最終ステージ開始までは貴公子の側に控えている。右手はラケットに変形するほか、高度なハッキング能力も持つ。配下の部隊は他の貴公子配下の略同型部隊と異なり、各個人が必殺技を有する精鋭部隊である。
必殺技は「ハイパージャイロスマッシュ」「ハイパージャイロプラズマスマッシュ」。
ナッカラー
声 - 菅原正志
空手リーガー（格闘リーガー）。貴公子配下のはぐれリーガーたちのリーダー格。ヘクトパスカル島で略同型の空手リーガーからなるナッカラー部隊を率いて第1ステージでシルバーキャッスルと戦う。十郎太を倒しキアイリュウケンと戦うが、龍心拳の前に敗北しエネルギーを全て奪われてしまう。対戦相手を破壊することを生きがいとし残忍な性格であるが誇り高く、命ある限り戦おうとして敗北後に再戦を望むが闇の貴公子にあっさり捨てられる。後にリカルドによって回収された。
ウイッシュボーン
声 - 水内清光
水球リーガー。ヘクトパスカル島第2ステージで略同型の水球リーガーからなるウイッシュボーン部隊を率いて戦う。闇の貴公子配下の中でも最も陰湿な性格。背番号2番。配色はオレンジ系統でカサゴを象ったようなデザイン。ヘクトパスカル編まで残ったはぐれリーガー中唯一、ヘクトパスカル編以前から略同型のチームメイトが姿を見せていた（うち数体は個性を発揮している）。はぐれリーガー編ではワイルドホークとともに野球チーム『ブラックラグーン』を結成し、シルバーキャッスルと戦った。
グレイリンク
声 - 山崎たくみ
バスケリーガー。簡易ながら飛行能力を持つ。ヘクトパスカル島第3ステージで略同型のバスケリーガーからなる「グレイリンク部隊」を率いる。闇の貴公子配下の中でも最も冷酷な性格。ヘクトパスカル島の実験時には密告リーガーの1体を破壊している。部隊からは犠牲が多く出ており、緒戦で崖からの転落による事故死者1名が出ているほか、決着後に崖崩れによって生き残りも全滅したが顧みなかった。その直後、トップジョイの示した友情に触れて改心したがセーガルが葛藤の末に良心を振り切って下した命令との板挟みになり、止むなく命令を遂行、トップジョイに違った形で出会いたかったと言いながら崖下に転落した。
必殺技は頭部に内蔵されたクレーンアームを使った「ヘッドクレーンクラッシュ」。このほか両手を刃物に変形させることもできる。
マドチェン
声 - 山崎たくみ
アメフトリーガー。ヘクトパスカル島第4ステージで略同型のアメフトリーガーからなるマドチェン部隊を率いて戦う。両肩に回転ノコギリを装備している。体色は地味だが頭部の装飾やボディのペイントは派手である。部隊員全員からなる「ロングホーンフォーメーション」でブルアーマーと対峙する。ヘクトパスカル島で対峙する以前にも何度かシルバー勢の前に立ちはだかっているが、ヘクトパスカル島での戦いの際とはボディのカラーリングが異なっている（ヘクトパスカル島戦以前は赤系統。ヘクトパスカル戦では彼は茶系統で彼の配下の略同型部隊が赤系統）。武人的な気質を持ち、ブルアーマーにロングホーンフォーメーションを粉砕されたのち、彼を認めて倒れた。

### シルバーキャッスル（人間）
ルリー銀城
声 - 横山智佐
わずか15歳の若きオーナー。非常に気の強い性格の持ち主。数年前父から受け継いだオーナー職の激務にもめげずチームを支える。
エドモンド銀城
声 - 玄田哲章（ナレーションも兼任）
監督。ルリーの叔父。飄々としているが情に厚く、イザという時の判断力が強い。悩めるリーガーたちの良き導き手である。
リカルド銀城
声 - 有本欽隆
創設者にして初代オーナー。ルリーの父であり、エドモンドの兄。かつてダークに勤めており、その時にシルバー三兄弟を製作した。ゆえにギロチとは顔見知りで、他にも広く顔が利くがエドモンドとは別の意味で飄々としており、どこか悟りきった雰囲気もある。彼の元ダーク所属を娘には知らされていない模様。
実験中の事故で死亡したことになっていたが、後に生存が明らかになり、マグナムエースにはぐれリーガーたちの救済を求める。
メッケル
声 - 坂東尚樹
チーフメカニック。通称・工場長。財政難の頃から部品のリサイクルなど屋台骨を支える。最新鋭のマッハウインディから軍用の特殊改造を受けたGZの整備を一人で手がけられるなど腕は超一流。
セスナ機のライセンスを持っている（エドモンドからは大昔と表現された）。
サポーターの子供たち
ヒロシ（声 - 高乃麗）、マリコ（声 - 小山ゆかり）、ベズベズ（声 - 横山智佐）、ポット（声 - まるたまり）、ゲルス（声 - 真山亜子）の5人。
弱小時代からのシルバーキャッスルのサポーター。メンバーたちとも仲が良い。

### ダークスポーツ財団（人間）
ギロチ
声 - 菅原正志
財団オーナーにしてアイアンリーグの盟主。議長の意見など全て彼の一言でどうにでもなるので、シルバーキャッスルを除き誰も彼には逆らえない。
アイアンリーグを金儲けの道具としか考えていなかったが、配下がシルバーキャッスルと戦うにつれ少しずつ変わってゆく。最終回ラストでは試合をノリノリでビデオ観戦するまでに変貌した。
OVAではすっかり改心してリーガーたちのよき理解者となったが、相変わらずオーナー会議を私物化していた（もっとも、彼がオーナー会議を支配していたことでシルバーキャッスルの完全な乗っ取りは阻止された）。
セーガル
声 - 千葉一伸
ギロチの息子。次期オーナーという立場だが、ダークの政治力を使い一般には素性を知られていない。
本職は映画俳優で、ルリーも含め多くのファンが存在する世界的大スター。一方で仮面をかぶって「闇の貴公子」と名乗り、自分の我儘な美意識のためにはぐれリーガーを率いて何度もシルバーキャッスルの前に立ちはだかるという一面も持つ。ただし、人間はごまかせるがリーガーからみれば一目瞭然とのこと。失敗した者は容赦なく切り捨てる冷酷さをもつが、後にシルバーキャッスルと配下のはぐれリーガーたちの決戦において、配下たちの敗北だけでなくシルバーキャッスルと彼らと出会って変わったはぐれリーガーの絆をも見せつけられたことで負けを認めて改心する。

#### 監督・技術者
クリーツ
声 - 堀本等
ダークプリンス監督。ラフプレーを推奨していたが、ゴールド三兄弟の変化に呼応するように彼も変化していった。オーナー子息の特権を利用しチームを牛耳るセーガルに対し、ゴールド三兄弟を試合に出すよう啖呵を切ったり、強制引退の危機にあったゴールドマスクをこっそり逃がしてやるなど、男らしい一面を見せる。
リカルド銀城
声 - 有本欽隆
元主任研究員。数々の発明やリーガー製作に携わり、ギロチに対し畏怖などの念を持たず普通に接しられる希少な人物。フレンドサーキットを巡ってギロチとの間に溝が生じ、シルバー三兄弟引退前にダークを離脱。詳しくは同項目シルバーキャッスルの欄にて。

#### 専門要員
セクションX
声 - 坂東尚樹（レッド）、山崎たくみ（ブルー）、梁田清之（イエロー）
諜報専用機関。覆面につばの広い帽子を被った3人組で、コンピュータに囲まれた部屋でスパイ機の操作や44ソニックの解析、ショックサーキットの起動などを行う。
巧妙に隠されたマグナムエースの正体を暴くために様々な手段を駆使し情報収集の手腕を見せ付ける。しかしスパイとして送り込んだトップジョイをコントロールすることには手を焼いていた（トップジョイがスパイとしては相当不向きであったのも大きい）。
「あいやあ」と声を出して驚きの表現をしたり独特の話し方で熾烈な情報戦を盛り上げる。物腰やいでたちはどこかユーモラスだが任務そのものは冷徹に遂行し、汚れ仕事を請け負うことも多かった。
セクションV
工作活動専門機関。強面の2人組でセクションXと共同してシルバーキャッスルの崩壊を狙う。トップジョイに直接接触することも多い。出番はセクションXほど多くはなかった。
闇の貴公子（セーガル）の側近
ミューハーとホーリーの2人。闇の貴公子の側近。はぐれリーガーとの交渉や、彼らに対する命令の伝達、時には脅迫なども行う。

### スポーツ実況関係
ジョージィ・アイランド
声 - 小山ゆかり
レポーター。マッハウインディの大ファン。マッハウィンディがシルバーキャッスルに移ってからは徐々にその行動が過激になり、OVAでは別のテレビ番組の放映中に割り込んでシルバーキャッスルの試合のアピールをするほどになっている。
アナウンサー
声 - 山崎たくみ
アイアンリーグの実況アナウンサー。本名は不明。基本的に盛り上がれば何でもいいという方針らしく、ダーク他のラフプレーにもシルバーのファインプレーにも等しく喝采する。
インサイド・ロガシー
声 - 坂東尚樹
アナウンサーとセットで登場する解説者の一人でサッカー解説を担当している。ダークを褒め称えシルバーをけなすだけの解説を繰り返す。シリーズ後半からは姿を見かけなくなるが、最終回間際に一観客として登場。フェアプレーの素晴らしさに魅了されたようで、サポーターの子供たちと一緒にシルバーキャッスルを熱心に応援していた。OVAでは本来の解説者をトイレに閉じ込め、サッカー解説者であるにもかかわらず無理やり野球の解説をした。

## スタッフ
- 企画 - サンライズ
- 原作 - 矢立肇
- 監督 - アミノテツロー
- シリーズ構成 - 五武冬史
- キャラクターデザイン - 二宮常雄
- メカニカルデザイン - 大河原邦男
- 美術監督 - 東潤一、朝倉千登勢
- 色彩設計 - 中山しほ子
- 撮影監督 - 桶田一展、藤倉直人
- 編集 - 鶴渕友彰
- 音楽 - 和田薫
- 音響監督 - 小林克良
- 設定協力 - スタジオぬえ、島本和彦、石垣純哉 他
- プロデューサー - 池田朋之→岩田圭介、小水流正勝、南雅彦
- 製作 - テレビ東京、創通エージェンシー、サンライズ

## 主題歌
オープニングテーマ「アイアンリーガー〜限りなき使命〜」
作詞 - 白井覚 / 作曲 - 由比正雪 / 編曲 - 湯川徹 / 歌 - 谷本憲彦（現・速水けんたろう）
エンディングテーマ
「Dreamy Planets」（1 - 26話）
作詞 - 真々花子 / 作曲 - 由比正雪 / 編曲 - 湯川徹 / 歌 - 横山智佐
「我等!アイアンリーガー」（27 - 51話）
作詞 - 白井覚 / 作曲 - 由比正雪 / 編曲 - 湯川徹 / 歌 - 松本保典・置鮎龍太郎
- TVサイズは4パターンあり、週によって入れ替わり流された。

「WITH〜友よ共に」（第32・38・41・45・46・最終話）
作詞 - 真々花子 / 作曲 - 由比正雪 / 歌 - 谷本憲彦
最終話ではEDテーマとして使用。第36、51話ではインストゥルメンタル版が使用された。

## 各話リスト
| 話数 | サブタイトル                       | 脚本           | 絵コンテ                | 演出             | 作画監督          | 放送日        |
| ---- | ---------------------------------- | -------------- | ----------------------- | ---------------- | ----------------- | ------------- |
| 1    | 俺の名はエース!                    | 五武冬史       | アミノテツロー          | 織田美浩         | 本橋秀之          | 1993年 4月6日 |
| 2    | 俺たちの初勝利!                    | 五武冬史       | 西村純二                | 守岡博           | 本橋秀之          | 4月13日       |
| 3    | 目をさませケンカ牛                 | 會川昇         | 谷田部勝義              | 谷田部勝義       | 杉浦幸次          | 4月20日       |
| 4    | 魔球44(フォーティーフォー)ソニック | 會川昇         | まつもとよしひさ        | まつもとよしひさ | 柳沢哲也          | 4月27日       |
| 5    | 対決! 剣と魔球                     | 五武冬史       | 今西隆志                | 今西隆志         | 山本泰一郎        | 5月4日        |
| 6    | 奇跡を呼ぶ最終打席                 | 外池省二       | 赤根和樹                | 織田美浩         | 本橋秀之          | 5月11日       |
| 7    | 謎の新人トップジョイ               | 山口亮太       | 西村純二                | 守岡博           | 本橋秀之 飯飼一幸 | 5月18日       |
| 8    | リュウケンがんばる!                | 稲荷昭彦       | 谷田部勝義              | 谷田部勝義       | 杉浦幸次          | 5月25日       |
| 9    | ストリートバスケの罠               | 會川昇         | まつもとよしひさ        | まつもとよしひさ | 柳沢哲也          | 6月1日        |
| 10   | マグナムエースの秘密               | 山口亮太       | 渡辺信一郎              | 渡辺信一郎       | 山本泰一郎        | 6月8日        |
| 11   | 暴走のフィールド!                  | 稲荷昭彦       | 高瀬節夫                | 高瀬節夫         | 本橋秀之 飯飼一幸 | 6月15日       |
| 12   | 遭遇! 奴の名はGZ                   | 五武冬史       | 織田美浩                | 織田美浩         | 本橋秀之          | 6月22日       |
| 13   | 燃える大氷原                       | 會川昇         | まつもとよしひさ        | まつもとよしひさ | 柳沢哲也          | 6月29日       |
| 14   | 激突!七人の勇者                    | 外池省二       | 谷田部勝義              | 大畑清隆         | 杉浦幸次          | 7月6日        |
| 15   | 傷だらけの激走!                    | 山口亮太       | 高瀬節夫 西村純二       | 高瀬節夫         | 本橋秀之          | 7月13日       |
| 16   | 嵐が呼ぶ必殺シュート               | 稲荷昭彦       | 赤根和樹                | 赤根和樹         | 吉松孝博          | 7月20日       |
| 17   | 命懸けの大挑戦!                    | 五武冬史       | アミノテツロー          | 織田美浩         | 本橋秀之          | 7月27日       |
| 18   | 輝け! シルバー魂                   | 會川昇         | 織田美浩                | 織田美浩         | 本橋秀之          | 8月3日        |
| 19   | ゴールド三兄弟の逆襲               | 外池省二       | まつもとよしひさ        | まつもとよしひさ | 柳沢哲也          | 8月10日       |
| 20   | 閃光のシュート炸裂!                | 稲荷昭彦       | 渡辺信一郎              | 大畑清隆         | 山本泰一郎        | 8月17日       |
| 21   | 地獄からの最強部隊                 | 山口亮太       | 西村純二                | 高瀬節夫         | 本橋秀之          | 8月24日       |
| 22   | 限りなき大勝利                     | 山口亮太       | 赤根和樹                | 赤根和樹         | 杉浦幸次          | 8月31日       |
| 23   | 悪夢の強制引退                     | 會川昇         | まつもとよしひさ        | まつもとよしひさ | 柳沢哲也          | 9月7日        |
| 24   | 蘇れ! 炎のライバル                 | 會川昇         | 織田美浩                | 織田美浩         | 神志那弘志        | 9月14日       |
| 25   | 自由への大脱出                     | 五武冬史       | 西村純二                | 久米一成         | 本橋秀之          | 9月21日       |
| 26   | 新たなる使命!                      | 五武冬史       | 大畑清隆 アミノテツロー | 大畑清隆         | 本橋秀之          | 9月28日       |
| 27   | 戦え! 密林バスケ                   | 山口亮太       | まつもとよしひさ        | まつもとよしひさ | 柳沢哲也          | 10月5日       |
| 28   | 熱球のダイヤモンド                 | 稲荷昭彦       | 赤根和樹                | 山本泰一郎       | 山本泰一郎        | 10月12日      |
| 29   | 電撃アタック作戦                   | 會川昇         | 西村純二 久米一成       | 久米一成         | 本橋秀之          | 10月19日      |
| 30   | GZ危機一髪!                        | 外池省二       | 織田美浩                | 織田美浩         | 杉浦幸次          | 10月26日      |
| 31   | 幻のチャンピオン                   | 五武冬史       | まつもとよしひさ        | まつもとよしひさ | 柳沢哲也          | 11月2日       |
| 32   | 熱砂の大盗賊                       | 山口亮太       | 大畑清隆                | 大畑清隆         | 神志那弘志        | 11月9日       |
| 33   | 炎熱の秘密兵器                     | 稲荷昭彦       | 篠原俊哉                | 浦田保則         | 山本泰一郎        | 11月16日      |
| 34   | 暁に消えた伝説                     | 會川昇         | 赤根和樹                | 赤根和樹         | 本橋秀之          | 11月23日      |
| 35   | 走れ! ブルアーマー                 | 外池省二       | まつもとよしひさ        | 川島宏           | 本橋秀之          | 11月30日      |
| 36   | 荒野のアイアンボウラー             | 山口亮太       | 織田美浩                | 織田美浩         | 杉浦幸次          | 12月7日       |
| 37   | アイアンゴルファー                 | 五武冬史       | 四阿蔵志                | まつもとよしひさ | 柳沢哲也          | 12月14日      |
| 38   | はぐれリーガーの絆                 | アミノテツロー | アミノテツロー          | 佐藤育郎         | 小森高博          | 12月21日      |
| 39   | 運命の大決戦!                      | 會川昇         | 大畑清隆                | 大畑清隆         | 神志那弘志        | 12月28日      |
| 40   | 燃えつきぬ闘志!                    | 山口亮太       | 日巻裕二                | 浦田保則         | 山本泰一郎        | 1994年 1月4日 |
| 41   | 魂の勝利宣言                       | 稲荷昭彦       | 赤根和樹                | 織田美浩         | 本橋秀之 宮田忠明 | 1月11日       |
| 42   | 激戦! ワールドツアー               | 五武冬史       | 篠原俊哉                | 高瀬節夫         | 室井聖人          | 1月18日       |
| 43   | 強敵! ファイター兄弟               | 外池省二       | 山口祐司                | 浦田保則         | 杉浦幸次          | 1月25日       |
| 44   | 見えない突破口                     | 稲荷昭彦       | 日巻裕二                | 川島宏           | 本橋秀之          | 2月1日        |
| 45   | 打ち砕かれた魔球                   | 會川昇         | 大畑清隆                | 大畑清隆         | 神志那弘志        | 2月8日        |
| 46   | 熱きチームワーク復活               | 山口亮太       | まつもとよしひさ        | まつもとよしひさ | 柳沢哲也          | 2月15日       |
| 47   | 熱戦! 嵐のスタジアム               | 五武冬史       | アミノテツロー 織田美浩 | 織田美浩         | 本橋秀之 宮田忠明 | 2月22日       |
| 48   | 心の霧を打ちはらえ!                | 稲荷昭彦       | 篠原俊哉                | 浦田保則         | 山本泰一郎        | 3月1日        |
| 49   | 目覚めた記憶                       | 山口亮太       | 日巻裕二                | 川島宏           | 杉浦幸次          | 3月8日        |
| 50   | 地上最大のキックオフ               | 會川昇         | 山口祐司                | 浦田保則         | 本橋秀之          | 3月15日       |
| 51   | 終りなき大勝負!                    | 外池省二       | 赤根和樹 大畑清隆       | 大畑清隆         | 神志那弘志        | 3月22日       |
| 52   | 勝利への大行進                     | 五武冬史       | 西村純二                | 織田美浩         | 本橋秀之          | 3月29日       |

## ネット局
※備考欄に特筆の無い場合は全てテレビ東京系列。
| 放送期間（または、放送体制）                                       | 放送時間                                               | 放送局             | 対象地域       | 備考                                  |
| ------------------------------------------------------------------ | ------------------------------------------------------ | ------------------ | -------------- | ------------------------------------- |
| 1993年4月6日 - 9月28日 1993年10月5日 - 1994年3月29日               | 火曜 18:30 - 19:00 火曜 18:00 - 18:30                  | テレビ東京         | 関東広域圏     | 製作局                                |
|                                                                    |                                                        | テレビ北海道       | 北海道         |                                       |
|                                                                    |                                                        | テレビせとうち     | 岡山県・香川県 |                                       |
|                                                                    |                                                        | TXN九州            | 福岡県         | 現・TVQ九州放送                       |
| 1993年4月6日 - 1994年3月29日                                       | 火曜 18:00 - 18:30                                     | テレビ大阪         | 大阪府         | 第26話まで先行ネット 以降は同時ネット |
| 1993年4月13日- 9月28日 1993年10月4日 1993年10月5日 - 1994年3月29日 | 火曜 19:00 - 19:30 月曜 7:35 - 8:05 火曜 18:00 - 18:30 | テレビ愛知         | 愛知県         | 第26話まで遅れネット 以降は同時ネット |
| 1993年4月13日 - 9月28日 1993年10月5日 - 1994年5月10日              | 火曜 16:00 - 16:30 火曜 16:27 - 16:57                  | チューリップテレビ | 富山県         | TBS系列                               |
| 1993年5月5日 - 1994年3月30日 1994年4月7日 - 6月9日                 | 水曜 16:00 - 16:30 木曜 16:00 - 16:30                  | 石川テレビ         | 石川県         | フジテレビ系列                        |
| 遅れネット                                                         | 火曜 17:00 - 17:30                                     | 東日本放送         | 宮城県         | テレビ朝日系列                        |
|                                                                    | 木曜 17:00 - 17:30                                     | 山形放送           | 山形県         | 日本テレビ系列                        |
|                                                                    | 金曜 16:30 - 17:00                                     | テレビ新広島       | 広島県         | フジテレビ系列                        |

## OVA
『疾風!アイアンリーガー 銀光の旗の下に』（しっぷう!アイアンリーガー シルバーのはたのもとに）。TVシリーズのその後を描く続編OVAシリーズ全5巻。DVDは2004年12月23日発売の「疾風!アイアンリーガー2 ダークBOX」に収録されている。

### ストーリー（OVA）
UN社と合併したシルバーキャッスルはオーナーが交代、ギャレットら新メンバーによるラフプレーが横行し、オリジナルメンバーは最後の見せ場にだけ起用されるなど、脇に追いやられる状態となっていた。マッハウインディは本物のシルバーキャッスル結成を宣言、志を共にするリーガーを求めチームを離脱するのであった。

### OVA登場キャラクター

#### 真シルバーキャッスル
シルバーキャッスルを抜けたマッハウインディが結成した新チーム。シルバーキャッスルを脱退したメンバーとマッハウインディがスカウトしたリーガーで構成されている。対シルバーキャッスル戦ではワット、アンプ、サーティーンらゲストメンバーは試合前に去り、ゴールド三兄弟とファイター兄弟が臨時参入している。
マッハウインディ
UN社の傀儡と化したシルバーキャッスルと袂を別つことになり、本物のシルバーキャッスルを求めて流離いながらかつてのライバルたちをスカウトする。
他のメンバーはステッカーのような本来のシルバーキャッスルマークを着けているが、ウインディだけはシルバーキャッスルを抜けた際に自らボディに刻み込んだマークだった。
ブルアーマー
ジェットセッターたちに誘われていたため、シルバーキャッスルを退団した。ウインディの窮状を察して、さらに盟友ジェットセッターの喝もあり真のシルバーキャッスルに参加した。最終戦にてワイルドバンカー4の「ワイルドスパイダー・ポイズンニードル」にて機能停止。
キアイリュウケン
シルバーキャッスルの荒廃に嫌気が差してオーナー（ルリー銀城）を探す旅に出た。しかしウインディの集めた真のシルバーキャッスルの戦う姿にアイアンリーガーの生きる道を見出して参加。
トップジョイ
シルバーキャッスルをマッハウインディと共に退団するが、ゴールド三兄弟の居るダークに身を寄せる。しかし真シルバーとのサッカーサドンデスマッチの際に自らの失策に気付き、真シルバーのメンバーとなる。
シルキー
ピートたちと共にシルバーキャッスルを退団。対ゴールド三兄弟戦で、三兄弟の必殺シュートを身体を張って止めに入ってそのまま真シルバーへ参加する。
ワット
かつての「スピンナーフラッシュダイナマイト」を「スピンナーフラッシュリフレッシング」に昇華させて野球の地方リーグを勝ち抜いていたが、ウインディの要請に応える形でアンプ共々真シルバーに参加、野球ではピッチャーを務める。
アンプ
ワット共々真シルバーに参加。野球ではワットとバッテリーを組んでいた。後にゴールド三兄弟との対戦を機に真シルバーをウインディたちに託して、将来の再戦を宣言し本来の道に復帰する。
サーティーン
ウインディのスカウトにより真シルバーに参加。必殺シュートかどうかは微妙な「サーティーンシュート」を放つが、ゴールドアームに止められていた。
ゴールドアーム
かつての「44ソニック」を「ライジングブラスト」に昇華させて中央リーグで活躍していたが、シルバーキャッスルの腐敗振りに業を煮やしてウインディたちに勝負を挑む。最初はウインディをダークに参入させてシルバーとの再戦を企てていたようだが、真シルバーの戦う姿に初期のシルバーキャッスルの姿を見たことで考えを改める。「44ソニック」「ライジングブラスト」「ライジングブラスト・ネクストジェネレーション」を投げる。封印していたが、ギャレットの非道を諌めるために「ジェノサイド・スクリュー」も投げた。サッカーでは三兄弟の必殺シュート「トリプル・トルネード・イリュージョン・クライシス」も放つ。
ゴールドフット
ゴールドアームらと共に真シルバーに戦いを挑み、同じく思い直して真シルバーの戦いに協力する。「ハイパーボム」「ミラージュ・トルネード」などの個人技も健在。
ゴールドマスク
相変わらず末っ子らしく兄と行動を共にする。これといった必殺技は持たないが、本家シルバーキャッスルとの戦いでは根性の走塁を見せ、「俺は野球リーガーだぜ」と吼えた。
ファイタースピリッツ
最終巻まで全くの音信不通だが、真シルバーの反撃ムードに合わせて登場する。持ち球である「エックスサンシャイン」の進化版「エックスサンシャイン・リミテッドエディション・バージョンII」を投げるが、代打として登場した極十郎太にホームランを打たれた。
ファイターアロー
ワイルドバンカー4のラフプレイにより機能を停止したブルアーマーの代わりに真シルバーのキャッチャーに入る。

#### シルバーキャッスル（OVA）
UN社と合併し前オーナーと監督を解任、UN社製リーガーが主流となり、マグナムエースたちオリジナルメンバーは客寄せ状態に追いやられている。
マグナムエース

GZ

極十郎太
ギャレット
声 - 若菜一義
UN社製リーガー。センターフォワードを担当。飛行形態に変形する。ソルジャー時代のコードネームはG45。
キラー兄弟（キラーB、キラーQ）
声 - キラーB：中田和宏、キラーQ：関智一
UN社製の兄キラーBと弟キラーQの双子リーガー。連係プレイを得意とし電磁バリア、アームパンチなどで武装する。エレクトリックデストロイヤーによって他のリーガーを操ることができる。必殺魔球は「インテグラルハリケーン」
ワイルドバンカー4
UN社製のリーガー。4体が合体して四足型攻撃形態の「ワイルドスパイダー」になり、回転タックルの攻撃をする。

#### 人間
シーナ・マウント
声 - 荒木香恵
シルバーキャッスル新オーナー。アイアンリーガーを商品としか考えていない。父親はゴールド三兄弟の設計責任者。
ダイ・ミリオン
声 - 関智一
UN社社長。シルバーキャッスルを吸収し、アイアンソルジャーを売り込むためのプレゼンの場にしようとした。

### スタッフ（OVA）
- 企画 - サンライズ
- 原案 - 矢立肇
- 監督 - アミノテツロー
- シリーズ構成 - 會川昇
- キャラクターデザイン - 二宮常雄、本橋秀之
- メカニカルデザイン - 大河原邦男
- 総作画監督 - 本橋秀之
- 美術監督 - 東潤一
- 色彩設定 - 中山しほ子、佐々木順子
- 撮影監督 - 古林一太
- 編集 - 鶴渕友彰
- 音響監督 - 小林克良
- 音楽 - 和田薫
- スーパーバイザー - 渡辺繁
- プロデューサー - 南雅彦、川城和実
- 製作 - サンライズ、バンダイビジュアル

### 主題歌（OVA）
オープニングテーマ「アイアンリーガー〜限りなき使命〜」（歌詞は2番）
作詞 - 白井覚 / 作曲 - 由比正雪 / 編曲 - 湯川徹 / 唄 - 谷本憲彦
エンディングテーマ「BANANA MOONの下で」
作詞 - 真々花子 / 作曲 - 由比正雪 / 編曲 - 湯川徹 / 唄 - 荒木香恵
挿入歌
「BURNING STREAM」
作詞 - 白井覚 / 作曲 - 由比正雪 / 編曲 - 湯川徹 / 唄 - 谷本憲彦
「GOLD SPIRIT」
作詞 - 白井覚 / 作曲 - 由比正雪 / 編曲 - 湯川徹 / 唄 - 梁田清之、立木文彦、太田真一郎

### 各巻リスト
| 巻数  | サブタイトル   | 脚本     | 絵コンテ       | 演出     | 作画監督   | 発売日         |
| ----- | -------------- | -------- | -------------- | -------- | ---------- | -------------- |
| Vol.1 | さらば友よ     | 會川昇   | アミノテツロー | 織田美浩 | 本橋秀之   | 1994年11月21日 |
| Vol.2 | 約束の地       | 稲荷昭彦 | 大畑清隆       | 大畑清隆 | 山本泰一郎 | 1994年12月17日 |
| Vol.3 | シルバーの鼓動 | 稲荷昭彦 | 織田美浩       | 織田美浩 | 柳沢哲也   | 1995年1月21日  |
| Vol.4 | 蘇るエース     | 會川昇   | 大畑清隆       | 大畑清隆 | 山本泰一郎 | 1995年3月25日  |
| Vol.5 | 友よまた逢おう | 會川昇   | 山口美浩       | 山口美浩 | 本橋秀之   | 1995年4月25日  |

## ドラマCD
「疾風!アイアンリーガー オリジナルドラマシアター」
1993年11月21日発売。ドラマ「大スターセーガルのアイアンハスラー」ほか、後期エンディング主題歌「我等!アイアンリーガー」の全バージョン、「アイアンリーガー〜限りなき使命〜」のスタジオライブバージョンを収録。
「サンライズワールド」シリーズ
サンライズアニメ作品のクロスオーバードラマCD。「サンライズワールドⅠ 〜オープン直前、キャラ大混乱!!〜」「サンライズワールド ミッション1 新たな戦いの序曲」「サンライズワールド ミッション2 狙われたバカンス」「サンライズワールド ミッション3 地球最後の日」の4作が制作され、また、後に全話をセットにしたCD-BOXが発売された。

## ゲーム
疾風！アイアンリーガー
1994年3月11日発売、ゲームボーイ用ゲームソフト。ダークに捕らわれ洗脳された仲間を助け集めていくアクションゲーム。
スーパーロボット大戦NEO
2009年10月29日発売、Wii用ゲームソフト。マグナムエース、マッハウインディ、アンプ&ワット姉妹、ゴールド三兄弟の7体が登場。全員がそれぞれの必殺球を相手にぶつけるという戦い方をする。
同作では『覇王大系リューナイト』のパッフィーがダークプリンス、『NG騎士ラムネ&40』のミルクがシルバーキャッスルのファンという独自設定が存在する。なお、パッフィーがファンになった経緯は、シルバーキャッスルとの最終試合でのフェアプレー勝負に感動したからであって、ラフプレー時代からのファンではない。
スーパーロボット大戦X-Ω
2015年10月5日リリース、iOS / Android用アプリゲーム。2020年8月1日より期間限定で本作とのコラボイベントが開催。
『クロスアンジュ 天使と竜の輪舞』や『キャプテン・アース』『STAR DRIVER 輝きのタクト』などとクロスオーバーし、それぞれのキャラクターがロボットに搭乗してスポーツ大会を行うイベントシナリオが描かれる。

## 超合金
2020年よりBANDAI SPIRITSから発売するアクショントイシリーズ。魂ネイション2018では『SDX』ブランドで試作展示されていたが、最終的に『超合金』ブランドでの発売となった。
- マッハウインディ&ゴールドフット[7]

## 引用・脚注
1. ↑  『オール・アバウト村上克司 スーパーヒーロー工業デザインアート集』パイ・インターナショナル、2017年2月、190-192頁。ISBN 978-4756248657
2. ↑  『メカニックデザイナーの仕事論 ヤッターマン、ガンダムを描いた職人』光文社、2015年8月、165頁。(ISBN 978-4334038748)
3. ↑  『アニメージュ』1994年1月号（徳間書店）全国主要都市放送リスト（114 - 115頁）
4. ↑  テレビ放送対象地域の出典：
  - 政府規制等と競争政策に関する研究会 (2009年10月9日). “放送分野の動向及び規制・制度（資料2）” (PDF). 通信・放送の融合の進展下における放送分野の競争政策の在り方.  公正取引委員会. p. 2. 2018年10月24日閲覧。
  - “基幹放送普及計画”. 郵政省告示第六百六十号.  総務省 (1988年10月1日). 2022年5月11日閲覧。
  - “地デジ放送局情報”.  一般社団法人デジタル放送推進協会. 2022年8月5日閲覧。
5. ↑  『富山新聞』1993年4月13日付 - 1994年5月10日付各朝刊、テレビ欄。
6. ↑  『北國新聞』1993年5月5日付（12面、翌日休刊日のため） - 1994年6月9日付各朝刊、テレビ欄。
7. ↑  輝け！アイアンリーガー魂!!超合金「アイアンリーガー マッハウインディ＆ゴールドフット」が10月4日より正々堂々と予約開始！電ホビ 2019年10月5日